# محمود القلعاوي
محمود القلعاوي (12 نوفمبر 1939 - 10 ديسمبر 2018)، ممثل مصري كوميدي، وهو ابن الفنان عبد الحليم القلعاوي وشقيق إحسان القلعاوي، وهو حاصل على ليسانس الحقوق عام 1964.

## من أفلامه
ومن أفلامه «برج المراهقين» و«العبقري خمسة» و«ريا وسكينه» و«لامن شاف ولا من دري» و«هدى ومعالي الوزير» قدم العديد من المشاركات مع أبرز نجوم المسرح الكوميدي ولعب ادوار مميزه مع النجم الكوميدي محمد نجم والنجم الكوميدي محمد صبحي.

## عن حياته
شارك في العديد من البطولات المسرحية وأهم هذه الأعمال: "أولاد دراكولا" و"عبده يتحدى رامبو" والجوكر "واحد لمون والتاني مجنون" أنت حر و "العم النبيل" و "عفاريت من ورق " و "دون كيشوت ووارك وراك. لمع في الكوميديا وصار محاصرا فيها، فعرض له عدة أعمال منها: "رحلة المليون" و"برج الكابر".

## أعماله

### مسلسلات
- 1977 - الذين يحترقون
- 1984 - رحلة المليون
- 1988 - صابر يا عم صابر
- 1999 - بدارة [1]
- 2000 - فايز التوش 2000 مع الفنان القطري غانم السليطي.
- 2005 - أنا وهؤلاء [2]
- 2007 - تعيش وتاخد غيرها.[2]

### أفلام
- الرجل الذي عطس مع سمير غانم
- هدى ومعالي الوزير
- أحضان الخوف
- قمر الليل
- صباح الخير يا سيناء
- برج المراهقين
- على سبايسي
- عليش دخل الجيش

### المسرحيات
- مسرحية انا مين فيهم مع ميمي جمال
- مسرحية المحظوظ. مع سمير غانم
- مسرحية عبده يتحدى رامبو. مع محمد نجم
- مسرحية واحد لمون والتانى مجنون. مع محمد نجم
- مسرحية أولاد دراكولا. مع محمد نجم
- مسرحية واد عفريت. مع محمد نجم وفؤاد خليل
- مسرحية خد الفلوس وإجرى مع أحمد آدم
- مسرحية دربكة همبكة مع محمد نجم وميمي جمال
- مسرحية وراك وراك مع ميمي جمال ومحمود الجندي
- مسرحبة أنا ومراتي ومونيكا مع سمير غانم
- مسرحية افتح المحضر مع وحيد سيف
- مسرحية كناس وناس
- مسرحية أنت حر مع محمد صبحي وشريهان
- مسرحية المهزوز مع محمد صبحي وشريهان
- مسرحية الجوكر مع محمد صبحى
- مسرحية علي بيه مظهر مع محمد صبحي
- مسرحية عازب وثلاث عوانس مع صلاح ذو الفقار

## الوفاة
توفي في يوم الإثنين 10 ديسمبر 2018 بمنزله بعد صراع طويل مع المرض عن عمر ناهز الـ 79 عاما.

## روابط خارجية
- محمود القلعاوي على موقع IMDb (الإنجليزية)
- محمود القلعاوي على موقع الدهليز
- محمود القلعاوي على موقع قاعدة بيانات الأفلام العربية
- محمود القلعاوي على موقع قاعدة بيانات الفيلم (الإنجليزية)